# Carla Guerrero
Carla Valentina Guerrero Puelle (Santiago, 23 de diciembre de 1987) es una futbolista chilena que juega como defensa en el club Universidad de Chile de la Primera División de Chile y en la selección chilena.

## Carrera

### Inicios
Oriunda de Peñalolén, Guerrero se formó en el club Universidad de Chile, equipo que defendió entre los años 2004 y 2008. En 2009 se mudó a Viña del Mar para estudiar educación física en la Pontificia Universidad Católica de Valparaíso, fichando en el Everton, donde ganó el Campeonato Nacional de aquel año y la Copa Chile. Una lesión ese mismo año, junto a su cambio de universidad, hizo que regresara a Santiago, donde hizo la recuperación en Colo Colo, bajo el mando del técnico José Letelier. En el equipo de Macul estuvo ocho temporadas, consiguiendo 13 títulos nacionales y la Copa Libertadores 2012, además de tres Copas de Campeonas. 

### Pasos por Colombia y España, y vuelta a la U
En enero de 2018 fichó por el Independiente Santa Fe de la Liga Profesional Femenina de Colombia. Al año siguiente ficha por el Rayo Vallecano de la Primera Iberdrola de España, jugando un total de 26 partidos, logrando una asistencia, además de una tarjeta roja.
En octubre de 2020 y tras encontrarse sin club, retornó a Universidad de Chile, club que la formó como futbolista. En 2021, debido a la partida de las capitanas azules Daniela Zamora y Tatiana Pérez, Guerrero se convirtió en la nueva capitana del equipo.

## Selección nacional
En 2010 Guerrero fue convocada a la selección nacional de su país para participar en la Copa América Femenina de 2010 a disputarse en Ecuador, y cuatro años después volvió a disputar el mismo torneo. En los Juegos Sudamericanos de 2014, obtuvo el subcampeonato.
Guerrero participó en la Copa América Femenina 2018, donde Chile se clasificó para una Copa Mundial Femenina de la FIFA por primera vez en su historia. Capitana del equipo, fue considerada como uno de los puntales de la defensa chilena y una de las figuras en el torneo. Una grave lesión casi la deja fuera del Mundial "Francia 2019", mas pudo recuperarse lo preciso para poder ser incluida en la nómina.
Carla Guerrero, un ejemplo de futbolista y deportista, también fuera de la cancha, es la PRIMERA JUGADORA en ser premiada por el Círculo de Periodistas Deportivos, siendo en el ítem Fútbol Amateur en 2006 (no hubo premio para futbolista varón), luego de suobvia destacada participación en el Sudamericano Femenino Sub-20 "Chile 2006" de Viña del Mar y Valparaíso.

## Estadísticas

### Clubes
| Club                   | País     | Año               |
| ---------------------- | -------- | ----------------- |
| Universidad de Chile   | Chile    | 2004 – 2008       |
| Everton                | Chile    | 2009              |
| Colo-Colo              | Chile    | 2010 – 2017       |
| Independiente Santa Fe | Colombia | 2018              |
| Rayo Vallecano         | España   | 2018 – 2020       |
| Universidad de Chile   | Chile    | 2020 – Actualidad |

## Palmarés

### Campeonatos nacionales
| Título              | Club                 | País  | Año    |
| ------------------- | -------------------- | ----- | ------ |
| Campeonato Nacional | Everton              | Chile | 2009   |
| Copa Chile Femenina | Everton              | Chile | 2009   |
| Campeonato Nacional | Colo-Colo            | Chile | 2010   |
| Campeonato Nacional | Colo-Colo            | Chile | 2011-A |
| Campeonato Nacional | Colo-Colo            | Chile | 2011-C |
| Campeonato Nacional | Colo-Colo            | Chile | 2012-A |
| Campeonato Nacional | Colo-Colo            | Chile | 2012-C |
| Campeonato Nacional | Colo-Colo            | Chile | 2013-A |
| Campeonato Nacional | Colo-Colo            | Chile | 2013-C |
| Copa de Campeonas   | Colo-Colo            | Chile | 2013   |
| Campeonato Nacional | Colo-Colo            | Chile | 2014-A |
| Campeonato Nacional | Colo-Colo            | Chile | 2014-C |
| Campeonato Nacional | Colo-Colo            | Chile | 2015-A |
| Copa de Campeonas   | Colo-Colo            | Chile | 2015   |
| Campeonato Nacional | Colo-Colo            | Chile | 2016-C |
| Copa de Campeonas   | Colo-Colo            | Chile | 2016   |
| Campeonato Nacional | Colo-Colo            | Chile | 2017-A |
| Campeonato Nacional | Colo-Colo            | Chile | 2017-C |
| Campeonato Nacional | Universidad de Chile | Chile | 2021   |

### Campeonatos internacionales
| Título                     | Equipo                                | País   | Año  |
| -------------------------- | ------------------------------------- | ------ | ---- |
| Copa Libertadores Femenina | Colo-Colo                             | Brasil | 2012 |
| Juegos Suramericanos       | Selección femenina de fútbol de Chile | Chile  | 2014 |